# The Residents
The Residents são um grupo de música de vanguarda e arte visual. Eles iniciaram seus trabalhos no início da década de 1970 e lançaram seu primeiro disco em 1974. São conhecidos pela sua música excêntrica e suas personalidades misteriosas.
Ao longo de seus mais de trinta anos de existência, os Residents sempre mantiveram suas vidas e música na obscuridade. Os membros da banda se recusam a dar entrevistas e nunca expuseram suas identidades, nem mesmo por nome ou por pseudônimos. Apresentações ao vivo e fotos os mostram sempre totalmente disfarçados. O disfarce mais conhecido e característico consiste em smokings, cartolas e máscaras de globos oculares. Apesar de geralmente consistirem em quatro membros, eles já se apresentaram estando em sete, onze ou mesmo uma única pessoa.
Eles justificam essa atitude por afirmarem que o artista produz seu trabalho da melhor forma possível sem a influência de uma audiência, e que ele deve ser julgado apenas por seu trabalho, e seu gênero, sua etnia e, principalmente, sua vida cotidiana, devem ser características irrelevantes para os ouvintes. Essa atitude vem da teoria da obscuridade de N. Senada, uma figura misteriosa que os Residents idolatram.
Eles possuem um grupo que os empresaria, conhecido como The Cryptic Corporation, inicialmente formado por Homer Flynn, Hardy Fox, Jay Clem, e John Kennedy - os dois últimos saíram na década de 1980 - em 1976. O grupo serve como porta-voz da banda, e é com os membros do grupo que as entrevistas são feitas - geralmente rebatendo as perguntas sobre as identidades dos membros da banda com respostas vagas e evasivas.
Muitas especulações foram feitas sobre quem são os Residents. Muitos afirmam que eles são, na verdade, os membros da Cryptic Corporation. William Poundstone, autor dos livros da série Grandes Segredos, afirmou que Fox e Flynn são os Residents; este é provavelmente o maior rumor entre os fãs. Outros afirmam que Flynn é o letrista e compositor. Muitos dizem que a voz de Flynn possui algumas semelhanças com a do vocalista dos Residents. A Cryptic Corporation admite que a arte gráfica das capas dos discos é feita por Flynn, sob o nome de Porno Graphics, um pseudônimo que sempre é grafado de formas diversas (por exemplo: Pore No Graphics), e que Fox é o "engenheiro de som". Fox, por sinal, já editou a versão em inglês deste artigo na Wikipedia para remover referências de sua identidade. Nolan Cook, que recentemente trabalhou com os Residents, negou em uma entrevista que Fox e Flynn sejam os Residents.
Muitos outros rumores surgiram ao longo dos anos. Alguns apontam que eles são desfigurados, e outros afirmam que eles possam ser músicos conhecidos, que querem manter anônimato ao fazerem experimentos musicais que poderiam desvirtuar suas carreiras. Há ainda quem afirme que eles são, na verdade, os Beatles.

## História
Devido à natureza obscura da banda, relatar uma história precisa dos Residents é uma tarefa impossível. As informações aqui contidas são os detalhes mais plausíveis dos rumores que compõem a história mais provável do grupo.

### Década de 1960
Os Residents são de Shreveport, Louisiana, aonde eles se conheceram no colégio na década de 1960, quando descobriram alguns gostos em comum, como James Brown e o livro The Catcher In The Rye de J.D. Salinger. Em 1966, os membros da banda partiram para o oeste, rumo à São Francisco, Califórnia. O caminhão com o qual iam quebrou em San Mateo, e eles decidiram permanecer por lá.
Durante sua estadia, o grupo passou a fazer experimentos com gravadores, fotografia e qualquer outra coisa relativa à "arte" que estivesse no alcance de suas mãos. Em 1969, seus experimentos eventualmente chegaram ao conhecimento do guitarrista inglês Philip Lithman e do misterioso N. Senada (que havia vindo da Baviera para visitar Lithman, mas que acabou permanecendo).Os dois europeus viriam a se tornar grandes influências para a banda. A técnica na guitarra de Lithman lhe proveu seu nome artístico, Snakefinger ("Dedo cobra").
O grupo conseguiu um equipamento de gravação precário e instrumentos e começou a gravar fitas, se recusando a deixarem suas quase completas faltas de conhecimento musical deterem seus objetivos. Uma de suas primeiras aparições em público foi no Longbranch em Berkeley, Califórnia.
Em 1971 o grupo enviou uma fita demo para Hal Halverstadt na Warner Brothers. Ele havia trabalho com Captain Beefheart, e ficou impressionado com o chamado "The Warner Bros. Album", apesar do mesmo ter sido rejeitado. A banda não havia incluído nome no remetente, e então a fita foi enviada de volta com a inscrição "Aos cuidados dos residentes". O nome da banda veio daí.

### Década de 1970
A primeira apresentação sob o nome "The Residents" foi no Boarding House Club em São Francisco em 1971. No mesmo ano, outra fita foi completa, com o nome Baby Sex.
Em 1972 eles se mudaram para São Francisco e fundaram a Ralph Records. Através do selo, eles lançaram Santa Dog, com uma tiragem limitada 400 cópias. Santa Dog consistia em dois EP e um cartão de Natal. Esta fita foi enviada para algumas pessoas famosas, como Frank Zappa e Richard Nixon. Tornou-se um item raro, mas a pirataria facilitou a sua procura.
Em 1973, foi produzido com um gravador de 4 canais mono o primeiro disco. Meet The Residents foi lançado oficialmente em abril de 1974. Foi feito com um limitado orçamento - provido por eles mesmos - e sem muitas ambições. A capa trazia os rostos dos Beatles rabiscados, sendo a primeira manifestação do ódio que os Residents sempre afirmaram ter pelo grupo inglês.
Nesse período, a banda adotou a "Teoria da Obscuridade" de N. Senada, que afirma que o artista só consegue produzir arte pura quando as expectativas e influências do mundo exterior são ignoradas.
Além do disco em si, foram produzidos 4000 mini-LPs com algumas músicas do disco, distribuidas gratuitamente para promover o álbum. Todavia, as vendagens do disco foram medíocres.
A banda então voltou sua atenção a outro projeto, um filme longa-metragem, Vileness Fats, no qual trabalharam intensamente durante quatro anos, mas que viria a ser abandonado. Cópias de versões inacabadas podem ser encontradas extra-oficialmente.
Em 1974, os Residents fizeram seu primeiro grande ato de extravagância, ao gravarem Not Available, um disco feito com o intuito de não ser lançado. O disco permaneceu guardado, e os fãs só tiveram notícia de sua existência nas informações do terceiro disco, Third Reich And Roll, um ataque direto ao nazismo, constituído de clássicos do rock 'n' roll bizarramente alterados. Um filme com o mesmo nome e conceito começaria a ser feito, mas seria deixado de lado por anos.
O visto de Snakefinger expirou, e ele teve que retornar à Inglaterra, onde se dedicou à sua banda, Chilli Willi And The Red Hot Peppers, mas acabaria voltando aos EUA em definitivo e se juntou aos Residents. Sua presença ao vivo era marcante e trouxe mais dinamismo para os shows. Juntos, eles fizeram uma versão excêntrica de Satisfaction dos Rolling Stones e lançaram-na como single. A música fez um certo sucesso dentro dos circuitos underground.
Após outro single, os discos da banda começaram a ser vendidos, mas bem lentamente.
Nessa época, a Cryptic Corporation foi fundada. Além de servir como porta-voz, o grupo passou a trabalhar em meios de melhorar as vendas, incluindo catálogos por correio (que também ofereciam camisetas e outros produtos, além dos discos).
Em 1977, foi lançado Fingerprice, um disco triplo com baixíssima tiragem e que é atualmente item de colecionador.
Por catálogo, Meet The Residents foi relançado, agora remasterizado em stereo, nova arte gráfica. Também foi lançado mais um single, The Beatles Play The Residents, The Residents Play The Beatles. Foi nessa época que os Residents obtiveram alguma atenção da mídia, que na época estava voltando sua atenção para a New Wave. Os Residents não eram New Wave, mas seu som incomum, cheio de sintetizadores, acabou sendo considerado como tal. John Peel, lendário radicalista britânico, também descobriu os Residents.
Em 1978, foi lançado o EP Duck Stab, mais tarde relançado como Duck Stab /Buster And Glen.
Também em '78, foi fundado o fã-clube W.E.I.R.D. (We Endorse Immediate Resident Deification).
Ainda em '78, Snakefinger lançou um single pela Ralph Records, The Spot/Smelly Tongues, sendo o primeiro lançamento que não era dos Residents.
Em outubro de 1979, foi lançado Eskimo, um disco conceitual sobre os esquimós. de sonoridade perturbadora e sombria, que na capa trazia os Residents pela primeira vez usando suas máscaras de globos oculares.
Com a intuição de lançar outras bandas, a Ralph Records lançou a coletânea Subterranean Modern, aonde quatro bandas da Bay Area eram apresentadas - uma delas era o próprio The Residents - cada uma fazendo uma versão de (I Left My Heart) In San Francisco. As outras bandas apresentadas era Chrome, Tuxedo Moon e MX-80 Sound. A Ralph Records lançaria outros artistas, mais tarde: Yello, Renaldo And The Loaf, Art Bears e o próprio Snakefinger.
A banda lançou Diskomo, uma coletânea de versões disco de vários temas de Eskimo.
O projeto do filme The Third Reich And Roll foi retomado. No início da década de 1980, os videoclipes começaram a ganhar popularidade, e os Residents já haviam certa experiência no assunto - sendo, inclusive, considerados por alguns como os criadores do mesmo. Com o diretor Graham Whifler, eles produziram vídeos para Snakefinger, MX-80 Sound, Tuxedo Moon, Renaldo And The Loaf e para eles mesmos. Foram produzidos os vídeos Hello Skinny e One Minute Movies, um vídeo que consiste em quatro clipes de músicas do mais recente disco dos Residents na época, The Commercial Album.
The Commercial Album trazia como temática a afirmativa de que as músicas pop americanas, se descontadas suas repetições e refrões, são reduzidas a um mero minuto de música realmente "boa". Como um minuto é a duração em média de jingles, os Residents afirmaram que "Jingles são a música da América". O disco, então, consistia em quarenta músicas de um minuto.

### Década de 1980
O início da década de 1980 também foi a época para várias apresentações ao vivo experimentais. Como muito da música dos Residents era, basicamente, experimentos em estúdio, a migração das músicas para o palco foi algo difícil para a banda. Para facilitar as coisas eles usaram teclados da companhia Emu-Systems, que permitia tocar ao vivo usando samples.
Em 1981, eles lançaram Mark Of The Mole, primeira parte de uma trilogia que conta a história de dois povos de duas cidades que vivem uma guerra. A segunda parte da trilogia, Tunes Of Two Cities (1982) trazia vários experimentos com os teclados da Emu-Systems.
Ainda em 1982, os Residents iniciaram a tunrê Mole Show pelos Estados Unidos. Eram apresentações teatrais, com dançarinos, cenários e um narrador - Jillette, que faria vários colaborações com a banda. Os Residentes ficavam atrás de uma cortina fazendo a "trilha sonora". O vocalista ocasionalmente tomava a frente do palco, usando a máscara de globo ocular. Foi lançado um single, Intermission, contendo algumas músicas compostas para o Mole Show. A turnê prosseguiu pela Europa. Apesar do sucesso da turnê, os shows acabaram saindo custosos, em parte devido à falta de experiência da banda no assunto, que quase levaram a Ralph Records à falência. Direitos de merchandising foram vendidos para terceiros para arrecadar fundos para a turnê, o que acabou fazendo eles perderem suas partes nos lucros nas vendas de pôsteres e camisetas. Foi nessa época também que John Kennedy e Jay Clem deixaram a Cryptic Corporation. Clem era quem mantinha contatos com pessoal do ramo musical, e, além dos Residents perderem esse auxílio, também perderam sua residência, que era de propriedade de Clem. Durante a turnê, outros problemas: brigas constantes com a equipe técnica e Jillette em um hospital na Espanha devido a um problema gástrico. No término do show na Inglaterra, eles voltaram para São Francisco jurando nunca mais fazer shows.
Os dois membros restantes da Cryptic Corporation, Homer Flynn e Hardy Fox, tentaram restauram a situação financeira, e convenceram a banda a fazer um último show da turnê Mole Show em um festival em Washington. Outras tentativas de amenizar a situação monetária foram o lançamento de uma coletânea, Residue Of The Residents, e as vendas de muitos objetos, roupas e gravações raras e/ou incompletas, como a colaboração com Renaldo And The Load, Title In Limbo, iniciado dois anos atrás, completado e lançado, obtendo algum sucesso.
Tendo melhorado a situação, eles se dedicaram a um novo projeto, The American Composers Series, que seria feito nos últimos dezesseis anos do século XX (1984 - 2000) e lançado em 2001, constituída por composições de vinte compositores do século. O primeiro disco lançado foi George and James, contendo músicas de George Gershwin e James Brown, em março de 1984, junto com um single, "This Is A Man's Man's Man's World" (música de James Brown). Financiados pela Warner Bros., os Residents dirigiram um vídeo promocional para o single, apresentando técnicas de animação computadoriza inovadoras para a época. Também foi lançado um vídeo do Mole Show, contendo, além do show em si, uma versão restaurada e editada do filme Vileness Fats. No mesmo perído, a trilha sonora do filme foi lançada sob o título de Whatever Happened To Vileness Fats.
Em 1985, os Residents lançaram uma sequência da trilogia Moles, The Big Bubble, sendo que a parte 3 ainda não havia sido lançada. A capa trazia uma foto com quatro homens, aparentado serem os Residents sem máscaras, mas foi revelado mais tarde que eram apenas atores. O quarteto estava, na verdade, representado a banda fictícia The Big Bubble, que, de acordo com as informações no encarte, ficou famosa após o término da guerra de Mark Of The Mole. O disco incomodou alguns fãs, por soar experimental e confuso demais.
Voltando atrás na sua promessa, no final de 1985 a banda decidiu comemorar seu aniversário de 13 anos nos palcos, sob influência da Wave, a gravadora dos Residents no Japão. Realizados inicialmente em Tokio e Kyoto, os shows eram bem mais modestos e ecônomicos do que as apresentações do Mole Show, com iluminações simples, algumas poucas dançarinas e, como única decoração, girafas infláveis. Trazendo Snakefinger na guitarra, os shows apresentavam um set-list escolhido especialmente para comemorar a carreira da banda até aquele ponto. O sucesso desse turnê japonesa provou que apresentações ao vivo eram viáveis e benéficas, algo que só se comprovou quando a banda seguiu com a turnê 13th Anniversaru Show para a América, Austrália, Nova Zelândia e Europa. Com a ajuda do merchadising da Cryptic Corporation, os Residents conseguiram recompensação financeira, bem como sucesso de crítica. Vários discos ao vivo foram lançados a partir dessa turnê.
Foi lançado mais um disco da série de covers, Stars and Hank, em 1986, com composições de Hank Williams e John Philip Souza. O single Kaw-liga (com samples de Billy Jean de Michael Jackson) fez sucesso na Europa, além de ter sido a única música dos Residents a ser remixada por terceiros, no caso, The Moody Boys.
Nos bastidores de um show no Natal de 1986, a mascára do olho vermelho foi roubada, e foi substituída por uma máscara de caveira negra. A máscara foi devolvida por um fã que descobriu aonde o ladrão morava e a roubou ade volta. A máscara não foi mais usada, por ser agora considerada "impura" e que agora não era nada mais do que uma casca vazia sem alma.
Em 1987, a banda se concentrou em fazer trilhas sonoras para programas de televisão, usando, basicamente, tecnologia MIDI. Eles trabalharam em Pee-Wee's Funhouse e em várias vinhetas da MTV. Foi neste mesmo ano que Snakefinger viria a faceler de um ataque cardíaco após um show na Austria com sua banda, Vestal Virgins, em 1 de julho, mesmo dia do lançamento de seu single There's No Justice In Life. Os Residents não puderam comparecer ao funeral do amigo, mas tocaram em sua homenagem Snakey Wake.
Em novembro de 1987, a banda tocou uma nova música, Buckaroo Blues, em uma festa da Torso Records, em Amsterdã. Em abril de 1988, a banda fez uma versão estendida da música, com coreografia, para a televisão alemã. 88 também foi o ano do lançamento de God In Three Persons, disco gravado já sem Snakefinger. É um álbum conceitual com uma história perturbadora, sobre um empresário de dois gemêos siameses. Como houve critícas sobre a narração do disco atrapalhar a audição da música, a banda lançou uma versão instrumental do mesmo, disponível somente em vinil. O projeto rendeu dois singles, Doubleshot e Holy Kiss of Flesh.
No mesmo ano a banda compôs Black Barry e The Baby King que, junto com Buckaroo Blues, fariam parte do show Cube E: A History of American Music In 3 E-Z Pieces, uma apresentação conceitual baseada na história da música americana. A turnê durou dois anos, passando pela América e pela Europa. Desta vez, a banda retornou às luzes e cenários extravagantes. O disfarce A turnê foi, novamente, um sucesso artístico, comercial e de crítica. Nenhum show foi filmado, mas foi lançado um disco ao vivo da turnê, Cube-E. A música Baby King faria parte do disco The King and Eye, ao lado de vários versões de músicas de Elvis Presley.
Após o término da turnê, os Residents passaram por uma nova crise financeira, perdendo controle da Ralph Records, retomando-a em 1992.

### Os anos 90
O primeiro lançamento do grupo na década de 1990 foi o single de Don't Be Cruel, do álbum King and Eye, e também foi criado um vídeo para a música. A turnê Cube E prosseguiu até o final de 1990. A tensão e o sentimento de isolamento que a banda sentiu durante a turnê rendeu o disco Freak Show, lançado em maio de 1991, demonstrando grande avanço nas habilidades com computadores. Freak Show ganhou um vídeo promocional feito em computação gráfica por Jim Ludtke. O novo conceito rendeu um CD-ROM homônimo, uma espécie de livro animado, que elevou consideravelmente sua popularidade, além de um show na República Tcheca.
Vários projetos foram declarados como abandonados nessa época: a série American Composers e uma ópera baseada em Eskimo. Vários projetos que foram feitos por computação pelo artista Ron Davis, que também trabalhou com eles na turnê Cube E, também foram deixado de lado. Algumas das músicas desses projetos foram utilizadas em projetos posteriores. Até o presente momento, as músicas criadas para os filmes animados da MTV Slow Bob In The Lower Dimensions e The Adventures of Thomas and Nardo, ainda não foi lançada oficialmente.
Um novo vídeo foi lançado, The Eyes Scream. No mesmo perído, em novembro de 1991, os Residents fizeram uma aparição em uma recepção no Fairmont Hotel em San Jose, programada pela empresa de computadores japonesa NEC, aonde eles tocaram meia-hora de músicas do Freak Show em companhia com Laurie Mat. A gravação do show foi editada naquele instante para demonstrar as possibilidades dos aparelhos da NEC. O show editado ficou conhecido como Ty's Freak Show, e iria aparecer como faixa bonus no laserdisc Twenty Twisted Questions, lançado em 1992 ao lado do álbum Our Finest Flowers, dois propulsores para um novo show de aniversário, desta vez comemorando os 20 anos da banda. Para a ocasião, Homer Flynn abriu uma exibição no Museu de Arte Moderna de Nova York chamado Hissing and Kissing the Wind, aonde foi contada a história dos 20 anos de existência da banda, através de partes dos cenários, roupas e vídeos.
Em 1998, foi lançado Wormwood, baseado em passagens da Biblía, que foi seguido por uma turnê.

### Os anos 2000
A banda lançou dois álbuns nessa década: Demons Dance Alone (que rendeu uma turnê e um DVD) e Animal Lover.
Em comemoração ao 33º aniversário da banda, foi feito um show na Austrália, que rendeu o CD/DVD The Way We Were.
No verão de 2006, a banda lançou via Internet uma mini-série de cinco episódios chamada River of Crime, também nome de um álbum, o primeiro projeto com o selo Cordless da Warner Music Group. Seguindo o sucesso de River of Crime, os Residents lançaram uma série semanal chamada Timmy, estrelando o garoto do CD-ROM Bad Day on the Midway, exibida no YouTube.
Em 2010, a banda lançou seu mais novo CD, intitulado beautiful eyes

## Discografia

### Álbuns
- Meet the Residents - 1974
- Third Reich & Roll - 1976
- Fingerprince - 1976
- Duck Stab! - 1978
- Duck Stab/Buster & Glen - 1978
- Not Available - 1978
- The Residents Radio Special - 1979
- Eskimo - 1979
- Babyfingers - 1979
- The Commercial Album - 1980
- Mark of the Mole - 1981
- The Tunes of Two Cities - 1982
- Intermission: Extraneous Music from the Residents' Mole Show - 1983
- Title in Limbo - with Renaldo and the Loaf 1983
- The Mole Show Live at the Roxy - 1983
- Residue of the Residents - 1984
- George & James - 1984
- Whatever Happened to Vileness Fats? - 1984
- Assorted Secrets - 1984
- Census Taker - 1985
- The Big Bubble - 1985
- Stars & Hank Forever: The American Composers Series - 1986
- The 13th Anniversary Show Live in the U.S.A. - 1986
- The Thirteenth Anniversary Show - 1987
- The Mole Show Live in Holland - 1987
- For Elsie - 1987
- Snakey Wake - 1987
- Buckaroo Blues - 1988
- Santa Dog 88 - 1988
- God in Three Persons - 1988
- Buckaroo Blues & Black Barry - 1989
- The King & Eye - 1989
- Liver Music" - 1990
- Daydream B-Liver" - 1991
- Freak Show - 1991
- Our Finest Flowers - 1992
- Cube E: Live in Holland - 1994
- Gingerbread Man - 1994
- Hunters - 1995
- Have a Bad Day - 1996
- Pollex Christi - 1997
- Live at the Fillmore - 1998
- Wormwood: Curious Stories from the Bible - 1998
- Wormwood Live - 1999
- Refused - 1999
- Dot Com - 2000
- Diskomo 2000 - 2000
- Roadworms: The Berlin Sessions - 2000
- Roosevelt 2.0 - 2000
- Icky Flix - 2001
- High Horses - 2001
- I Murdered Mommy - 2001
- Eat Exuding Oinks - 2002
- Demons Dance Alone - 2002
- Kettles of Fish on the Outskirts of Town - 2003
- WB: RMX - 2003
- The King & Eye: RMX (remixado por Paralyzer) - 2004
- 12 Days of Brumalia - 2004
- I Murdered Mommy - 2004
- Animal Lover - 2005
- The Way We Were (live CD/DVD) - 2005
- Cube E Box Set - 2006
- The River of Crime - 2006
- Tweedles - 2006
- beautiful eyes - 2010

### Multimídia
- Freak Show (CD ROM) - 1991
- Gingerbread Man (CD ROM) - 1994
- Bad Day on the Midway (CD ROM) - 1995
- Icky Flix (DVD) - 2001
- Eskimo (DVD) - 2002
- Disfigured Night DVD (DVD) - 2002
- Demons Dance Alone (DVD) - 2003
- The Commercial Album DVD - 2004
- Wormwood DVD - 2005
- The Way We Were CD/DVD - 2005

### Singles
- "Santa Dog" - 1972
- "The Beatles Play the Residents and the Residents Play the Beatles" - 1976
- "Satisfaction" - 1976
- "The Commercial Single" - 1980
- "It's a Man's Man's Man's World" - 1984
- "Kaw-Liga" - 1985
- "Hit the Road Jack" - 1987
- "Double Shot" - 1988
- "Holy Kiss of Flesh" - 1988
- "Don't Be Cruel" - 1989
- "I Hate Heaven" - 1998
- "In Between Screams" - 1999